# Palpada agrorum
Palpada agrorum är en tvåvingeart som först beskrevs av Fabricius 1787.  Palpada agrorum ingår i släktet Palpada och familjen blomflugor. Inga underarter finns listade i Catalogue of Life.